# Flute (singolo)
Flute è un singolo del cantautore italiano Holden, in collaborazione con il rapper italiano Gemello, pubblicato il 16 dicembre 2020 come secondo estratto dal primo album in studio Prologo.

## Descrizione
Il brano, scritto dallo stesso cantautore insieme a Gemello, è prodotto dallo stesso Holden.

## Video musicale
Il video musicale, diretto da Nikolaj Corradinov, è stato pubblicato il 22 dicembre 2020 attraverso il canale YouTube del cantautore.

## Tracce
Testi e musiche di Joseph Carta e Andrea Ambrogio.
1. Flute – 4:19